# Araschnia obscura
Araschnia obscura is een vlinder uit de familie Nymphalidae. De wetenschappelijke naam van de soort is voor het eerst geldig gepubliceerd in 1881 door Montague Fenton. De soort werd verzameld in Hokkaido (Japan).